# Thomas-Morse O-19
Le Thomas-Morse O-19 était un avion d'observation biplan américain, construit par la Thomas-Morse Aircraft Corporation (en) pour l'US Army Air Corps (USAAC).

## Conception et développement
L'O-19 fut développé en se basant sur le biplan O-6, du même constructeur. Il s'agissait d'un biplan biplace conventionnel de construction métallique avec des ailes et une queue recouvertes de tissu. Le concept fut évalué avec plusieurs installations moteur différentes et l'avion final fut commandé en série sous la désignation d'O-19B, avec un moteur en étoile Pratt & Whitney R-1340-7 Wasp.

## Versions
- XO-19 : Version améliorée du XO-6 avec un moteur Pratt & Whitney R-1340-3 de 450 ch, produite à un exemplaire ;
- YO-20 : Version similaire au XO-19 avec un moteur Pratt & Whitney R-1690-1, produite à un exemplaire ;
- XO-21 : Version similaire au XO-19 avec un moteur Curtiss H-1640-1 (en) de 600 ch, produite à un exemplaire, plus tard remotorisée et désignée XO-21A ;
- XO-21A : Version XO-21 rééquipée avec un moteur Wright R-1750-1 de 525 ch ;
- O-19 : Version d'évaluation avec un moteur Pratt & Whitney R-1340-9 de 500 ch, produite à deux exemplaires ;
- O-19A : O-19 dépourvu du réservoir principal de 88 gallons, produit à un exemplaire ;
- O-19B : Version de production, équipée d'un Pratt & Whitney R-1340-7 de 450 ch, deux mitrailleuses de calibre .30 et un cockpit modifié, produite à 70 exemplaires ;
- O-19C : O-19B doté d'une roulette de queue, d'un carénage en anneau et de changements mineurs, produit à 71 exemplaires ;
- O-19D : Un O-19C converti en transport de personnalités et doté de doubles commandes ;
- O-19E : O-19C doté d'une aile plus grande et d'un moteur Pratt & Whitney R-1340-15 de 575 ch, produit à 30 exemplaires ;
- O-21 : Version O-19 avec un moteur Curtiss H-1640 Chieftain (en) de 600 ch, produite à deux exemplaires : un construit et un converti à partir d'un exemplaire existant ;
- YO-23 : XO-19 équipé d'un moteur Curtiss V-1570-1 Conqueror de 600 ch, produit à un exemplaire ;
- Y10-33 : Un O-19B remotorisé avec un Curtiss V-1570-11 de 600 ch et des gouvernes de queue révisées, un exemplaire converti ;
- Y10-41 : Conversion en sesquiplan de l'Y10-33 avec un moteur Curtiss V-1570-79 de 600 ch. Un exemplaire produit à partir d'une conversion. L'appareil fut plus tard modifié par Consolidated Aircraft et désigné Model 23, puis exporté au Mexique ;
- Y10-41 : Version monoplan à aile haute de l'Y10-41, n'ayant servi que de plateforme d'essais statiques[2].